# Basara (manga)
Basara (バサラ?) es un manga escrito e ilustrado por Yumi Tamura, serializado en la revista Bessatsu Shōjo Comic de Shōgakukan entre septiembre de 1990 y junio de 1998. Shogakukan recopiló los capítulos individuales en 27 volúmenes tankōbon bajo el sello Flower Comics entre marzo de 1991 y marzo de 2000. El manga ganó el 38.º premio Shōgakukan en la categoría shōjo (niñas) en 1993.
Basara fue adaptado a una serie de anime de 13 episodios titulada Legend of Basara (レジェンド・オブ・バサラ Rejendo obu Basara?) producida por KSS y dirigida por Noburu Takamoto, emitida en Japón de abril a junio de 1998.
El manga también se adaptó a varias obras de teatro en Japón, la primera de las cuales se estrenó en 2012. Una actuación filmada se lanzó en DVD en julio de 2013. La segunda obra de teatro se realizó en el Teatro 1010 de Tokio entre el 9 y el 14 de enero de 2014. La tercera obra de teatro se realizó en el Kinokuniya Hall de Tokio del 25 al 28 de enero de 2019.
La historia tiene lugar en un Japón futuro, reducido a un desierto árido por una catástrofe a fines del siglo xxi. El personaje principal es Sarasa, una niña cuyo hermano gemelo, Tatara, está profetizado para ser el «hijo del destino» (運命の子供 o 運命の少年) que traerá de vuelta la independencia del país y detendrá el gobierno tiránico del Rey Rojo. Cuando Tatara es asesinado, Sarasa finge ser él para evitar que los oprimidos pierdan la esperanza.